# Willy Keller (Radsportler)
Willy Keller (* 19. Jahrhundert in Ludwigshafen am Rhein; † 20. Jahrhundert) war ein deutscher Radrennfahrer.

## Sportliche Laufbahn
Keller war im Bahnradsport aktiv. Bei den Bahnradsport-Weltmeisterschaften 1902 in Rom gewann er beim Sieg von Alfred Görnemann die Silbermedaille im Steherrennen der Amateure. 
1905 startete er als Berufsfahrer. Über seine weiteren Lebensdaten und Erfolge ist nichts bekannt.